# 청설 (2024년 영화)
청설(Hear Me: Our Summer)은 2024년 개봉한 대한민국의 로맨스, 멜로 영화이다. 2009년에 대만에서 개봉된 동명의 영화를 리메이크했다.

## 줄거리
손으로 설렘을 말하고 가슴으로 사랑을 느끼는, 청량한 설렘의 순간. 대학생활은 끝났지만 하고 싶은 것도, 되고 싶은 것도 없어 고민하던 ‘용준’(홍경). 엄마의 등쌀에 떠밀려 억지로 도시락 배달 알바를 간 ‘용준’은 완벽한 이상형 ‘여름’(노윤서)과 마주친다. 부끄러움은 뒷전, 첫눈에 반한 ‘여름’에게 ‘용준’은 서툴지만 솔직하게 다가가고 여름의 동생 ‘가을’(김민주)은 용준의 용기를 응원한다. 손으로 말하는 ‘여름’과 더 가까워지기 위해 더 잘 듣기보단 더 잘 보고 느끼려 노력하지만, 마침내 가까워졌다 생각하던 찰나 ‘여름’은 왜인지 자꾸 ‘용준’과 멀어지려 하는데…

## 캐스팅

### 주연
- 홍경 : 이용준 역
- 노윤서 : 서여름 역
- 김민주 : 서가을 역

### 조연
- 정용주 : 재진 역
- 현봉식 : 용준 아빠 역
- 정혜영 : 용준 엄마 역

## 반응
- 개봉 이후 박스오피스 1위를 기록했으며,[2] 이를 개봉 2주차에도 유지했다.[3]

## 수상 목록
- 2025년 제61회 백상예술대상 영화부문 여자 신인연기상 (노윤서)